# 富士食品工業
富士食品工業株式会社（ふじしょくひんこうぎょう、英文名称Fuji Foods Corporation.）は、JTグループ企業で、主に業務用調味料並びに酵母関連素材を開発・製造・販売するメーカーである。

## 概要
初代社長の松倉賢治は太平洋戦争に徴兵され東南アジアに出兵、戦後、イギリス軍の捕虜となり、収容先で出された固形コンソメスープの味と簡便さに感動し、これを下着に隠して日本に持ち帰り、日本で初めて固形コンソメスープの製造販売を行った。1961年に開発した即席麺用別添粉末スープは、従来の麺に味を染み込ませるタイプに比べ日持ちするため、高いシェアを獲得した。
JTグループ入りする前より、家庭用・業務用の両軸で展開していた。業務用市場では和洋中エスニック全般の調味料を幅広くカバーしており、特にラーメンスープでは「鉄人」シリーズを始め、一定以上の知名度を得ている。家庭用市場では「富士 オイスターソース」「富士のあんかけ粉」「チャーペット」「ジェントリースープ」「O Hot」「餃子がおいしい」「今日は俺がつくります!」などの家庭用製品ブランドをそろえており、こちらもスーパー等を中心に一定程度の認知度を誇っていた。また、「ジェントリースープ」は百貨店専用商品として中元・歳暮の時期限定に販売しているギフトセットもそろえていた。
しかしながら、2019年4月にニュースリリース内で、2019年9月末を持って、家庭用商品の全販売を終了し、家庭用市場より撤退することが決まり、以後業務用専業となった。
創業当時より、調味料開発では高いレベルの技術を保有しており、「国産初」の製品を開発してきた実績が豊富である（沿革参照）。また、その技術を国内・国外へ提供してきている実績を多く持っている。
また、近年では海外事業にも力を入れており、酵母エキスの販売等の酵母関連事業やHALAL調味料の製造販売、国内製品の海外向け販売などを行っている。その為、海外工場や合弁企業の設立やM&Aも活発に行われている。また、新境地の酵母関連事業は国内販売にも力をいれており、長年の調味料技術で培ったノウハウで酵母関連素材の開発に力を入れるなど事業内容に変化を見せている。
なお、群馬県に本社があるもやし、カット野菜販売の富士食品工業株式会社、山梨県に本社がある乳製品製造の冨士食品工業株式会社、同じ神奈川県横浜市港北区に本社があるパン粉製造大手のフライスター株式会社（前社名が同一）、東京都江東区に本社があるパン粉製造の富士パン粉工業(前身会社が同一社名）など多くの類似社名の会社が確認できるが、同社との直接の関係はない。

## 主な製品
業務用
- 業務用製品事業

（ラーメンスープ、鶏がらスープ、和洋中エスニック調味料各種）
- 加工原料製品事業

　(和洋中エスニック　ビーフ・ポーク・チキンエキス、オイスターソース、シーズニング、各種酵母エキスなど）
- ミタス（うま味調味料） - ※かつては旭化成から発売。

家庭用（※撤退）
- オイスターソース・甜麺醤・豆板醤など各種中華調味料
- 「がらあじ」（鶏がらスープの素）
- 「餃子がおいしい」シリーズ
- 「あんかけがおいしい」シリーズ
- 「O Hot」シリーズ 　-※かつては「Oh! Hot」であり、中村玉緒がCMキャラクターをしていた[11]
- 「ジェントリースープ」シリーズ
- 「今日は俺が作ります!」シリーズ
- 「パラパッパ」シリーズ
- 「チャーペット」シリーズ

※なお、現在も上記家庭用製品ブランドの一部は業務用製品等で使用されている。
酵母関連事業
- 酵母エキス（YP-21CM、バーテックスIG20、ハイマックスAG、ハイマックスGL、ハイマックスSA）
- 乾燥酵母（DYP-SY-02）
- 特殊加工酵母（モイステックスSTD）

## 事業所
【国内】
- 本社 - 〒222-8624　神奈川県横浜市港北区大豆戸町94番地
- 仙台支店 - 〒984-0022　宮城県仙台市若林区五橋3-4-12　JT仙台ビル
- 名古屋支店 - 〒464-0074　愛知県名古屋市千種区仲田2-17-7　池下タワーズ2F
- 大阪支店 - 〒564-0052　大阪府吹田市広芝町 15-33
- 広島支店 - 〒732-0814　広島県広島市南区段原南1-3-53　広島イーストビル 5F
- 福岡支店 - 〒810-0011　福岡県福岡市中央区高砂1-11-1　福岡ゼネラルビル7F
- 横浜工場 - 〒223-0057　横浜市港北区新羽町688
- 静岡金谷工場 - 〒428-0006　静岡県島田市牛尾1600-1

【海外】
- Fuji Foods Inc.(米国ノースカロライナ州グリーンズボロ・バーリントン)
- 富士食品工業(蘇州)有限公司(中国蘇州市)
- PT.Sekar Fuji Foods（インドネシア国ジャカルタ首都特別州）
- Thai Foods International Co.,Ltd.（タイ国ナコンパトム県）

## 沿革
- 1938年 - 初代社長松倉賢治、東京都蒲田にて粉末醤油等の製造を開始
- 1952年 - 国産初の固形コンソメスープを開発
- 1958年 - 富士食品工業株式会社設立、世界初の即席麺用粉末スープを開発
- 1961年 - 即席ラーメン用別添スープを開発、国内メーカーへ技術援助開始
- 1966年 - 本社工場新設
- 1969年
  - エチオピア・マダガスカルに工場開設。
  - 酵素分解型ビーフエキスの開発に成功し販売開始。
- 1969年 - 新羽工場設立（2010年 静岡金谷工場に統合）
- 1972年 - 牛肉エキス調味料「ビーフェックス」発売
- 1975年 - 日本メーカーで初の家庭用オイスターソース発売
- 1977年 - 「ジェントリースープ」販売
- 1980年 - 酵素分解型チキンエキスの開発に成功し販売開始
- 1981年 - インドネシアの食品メーカーへ技術援助開始
- 1982年 - 米国ノースカロライナ州グリーンズボロに現地法人Fuji Foods Inc.設立
- 1983年 - 新本社社屋完成
- 1985年 - 台湾の食品メーカーへ技術援助開始
- 1988年 - 米国・カナダの食品メーカーへ技術援助開始
- 1989年 - 韓国の食品メーカーへ技術援助開始
- 1990年 - 国内主力工場となる静岡金谷工場を新設
- 1994年 - 中国の食品メーカーへ技術援助開始
- 1996年 - ノースカロライナ州にバーリントン工場新設
- 2000年 - 日本初　粗挽きトウガラシ「OHot」（販売当時：「Oh! Hot」）発売
- 2002年 - 中国蘇州市に現地法人富士食品工業（蘇州）有限公司設立
- 2008年 - 日本たばこ産業（JT）と資本・業務提携
- 2009年
  - ジェイティフーズ株式会社の調味料部門を当社に統合
  - ISO 22000取得
- 2010年
  - 静岡金谷工場内に粉末顆粒調味料工場新設（生産機能集約）
  - 金谷物流センター新設
- 2012年 - FSSC 22000（英語版）取得
- 2015年 - 資本金を3,735万円から3億35万8,000円に増資
- 2018年 - インドネシア国ジャカルタ州にPT.Sekar Fuji Foods設立
- 2019年
  - Thai Foods International Co.,Ltd.を子会社化
  - 日本たばこ産業株式会社の完全子会社となる。
  - 9月末で家庭用食品の販売から撤退。業務用食品専業となる。[5]